# Premier League 2024-2025
Sezonul Premier League 2024–2025 a fost cel de-al 33-lea sezon al Premier League, eșalonul principal de fotbal profesionist din Anglia. Sezonul a început pe 16 august 2024 și s-a încheiat pe 25 mai 2025. Programul a fost anunțat pe 18 iunie 2024.
Manchester City este campioana en-titre după ce a obținut al zecelea titlu, al patrulea consecutiv în sezonul precedent.

## Echipe
Douăzeci de echipe concurează în ligă - primele șaptesprezece echipe din sezonul precedent și cele trei echipe promovate din Championship. Echipele care au promovat sunt Leicester City, Ipswich Town, care au promovat direct, și Southampton, care a promovat în Premier League pentru prima dată după 22 de ani.

### Stadioane și orașe
Notă: Tabelul se aranjează în ordine alfabetică.
| Echipa                  | Oraș                | Stadion                     | Capacitate |
| ----------------------- | ------------------- | --------------------------- | ---------- |
| Arsenal                 | Londra              | Emirates Stadium            | 60.704     |
| Aston Villa             | Birmingham          | Villa Park                  | 42.657     |
| Bournemouth             | Bournemouth         | Dean Court                  | 11.307     |
| Brentford               | Londra              | Brentford Community Stadium | 17.250     |
| Brighton & Hove Albion  | Brighton            | Falmer Stadium              | 31.876     |
| Chelsea                 | Londra              | Stamford Bridge             | 40.343     |
| Crystal Palace          | Londra              | Selhurst Park               | 25.486     |
| Everton                 | Liverpool           | Goodison Park               | 39.414     |
| Fulham                  | Londra              | Craven Cottage              | 24.500     |
| Ipswich Town            | Ipswich             | Portman Road                | 30.673     |
| Leicester City          | Leicester           | King Power Stadium          | 32.262     |
| Liverpool               | Liverpool           | Anfield                     | 61.276     |
| Manchester City         | Manchester          | City of Manchester Stadium  | 53.400     |
| Manchester United       | Manchester          | Old Trafford                | 74.031     |
| Newcastle United        | Newcastle upon Tyne | St James' Park              | 52.257     |
| Nottingham Forest       | West Bridgford      | City Ground                 | 30.404     |
| Southampton             | Southampton         | St Mary's Stadium           | 32,384     |
| Tottenham Hotspur       | Londra              | Tottenham Hotspur Stadium   | 62.850     |
| West Ham United         | Londra              | London Stadium              | 62.500     |
| Wolverhampton Wanderers | Wolverhampton       | Molineux Stadium            | 31.750     |

### Schimbări de antrenori
| Echipa                  | Antrenorul care pleacă | Motivul plecării      | Data plecării     | Loc în clasament | Antrenorul care vine            | Data numirii      |
| ----------------------- | ---------------------- | --------------------- | ----------------- | ---------------- | ------------------------------- | ----------------- |
| Brighton & Hove Albion  | Roberto De Zerbi       | De comun acord        | 19 mai 2024       | Pre-sezon        | Fabian Hürzeler                 | 15 iunie 2024     |
| Liverpool               | Jürgen Klopp           | Demisie               | 19 mai 2024       | Pre-sezon        | Arne Slot                       | 1 iunie 2024      |
| West Ham United         | David Moyes            | Final de contract     | 19 mai 2024       | Pre-sezon        | Julen Lopetegui                 | 1 iulie 2024      |
| Chelsea                 | Mauricio Pochettino    | De comun acord        | 21 mai 2024       | Pre-sezon        | Enzo Maresca                    | 3 iunie 2024      |
| Leicester City          | Enzo Maresca           | A semnat cu Chelsea   | 3 iunie 2024      | Pre-sezon        | Steve Cooper                    | 20 iunie 2024     |
| Manchester United       | Erik ten Hag           | Demis                 | 28 octombrie 2024 | locul 14         | Ruud van Nistelrooy (interimar) | 28 octombrie 2024 |
| Manchester United       | Ruud van Nistelrooy    | Finalul interimatului | 11 noiembrie 2024 | locul 13         | Rúben Amorim                    | 11 noiembrie 2024 |
| Leicester City          | Steve Cooper           | Demis                 | 24 noiembrie 2024 | locul 16         | Ben Dawson (interimar)          | 24 noiembrie 2024 |
| Leicester City          | Ben Dawson             | Finalul interimatului | 1 decembrie 2024  | locul 16         | Ruud van Nistelrooy             | 1 decembrie 2024  |
| Wolverhampton Wanderers | Gary O'Neil            | Demis                 | 15 decembrie 2024 | locul 19         | Vítor Pereira                   | 19 decembrie 2024 |
| Southampton             | Russell Martin         | Demis                 | 15 decembrie 2024 | locul 20         | Simon Rusk (interim)            | 15 decembrie 2024 |
| Southampton             | Simon Rusk             | Finalul interimatului | 22 decembrie 2024 | locul 20         | Ivan Jurić                      | 22 decembrie 2024 |
| West Ham United         | Julen Lopetegui        | Demis                 | 8 ianuarie 2025   | locul 14         | Graham Potter                   | 9 ianuarie 2025   |
| Everton                 | Sean Dyche             | Demis                 | 9 ianuarie 2025   | locul 16         | 🏴󠁧󠁢󠁳󠁣󠁴󠁿 David Moyes                  | 11 ianuarie 2025  |

## Rezultate

### Clasament
| Loc | Echipa                  | MJ | V  | E  | Î  | GM | GP | DG  | Pct | Calificare sau retrogradare                          |
| --- | ----------------------- | -- | -- | -- | -- | -- | -- | --- | --- | ---------------------------------------------------- |
| 1   | Liverpool               | 38 | 25 | 9  | 4  | 86 | 41 | +45 | 84  | Calificare în grupa Ligii Campionilor                |
| 2   | Arsenal                 | 38 | 20 | 14 | 4  | 69 | 34 | +35 | 74  | Calificare în grupa Ligii Campionilor                |
| 3   | Manchester City         | 38 | 21 | 8  | 9  | 72 | 44 | +28 | 71  | Calificare în grupa Ligii Campionilor                |
| 4   | Chelsea                 | 38 | 20 | 9  | 9  | 64 | 43 | +21 | 69  | Calificare în grupa Ligii Campionilor                |
| 5   | Newcastle United        | 38 | 20 | 6  | 12 | 68 | 47 | +21 | 66  | Calificare în grupa Ligii Campionilor                |
| 6   | Aston Villa             | 38 | 19 | 9  | 10 | 58 | 51 | +7  | 66  | Calificare în grupa Europa League                    |
| 7   | Nottingham Forest       | 38 | 19 | 8  | 11 | 58 | 46 | +12 | 65  | Calificare în faza play-off Europa Conference League |
| 8   | Brighton & Hove Albion  | 38 | 16 | 13 | 9  | 66 | 59 | +7  | 61  |                                                      |
| 9   | Bournemouth             | 38 | 15 | 11 | 12 | 58 | 46 | +12 | 56  |                                                      |
| 10  | Brentford               | 38 | 16 | 8  | 14 | 66 | 57 | +9  | 56  |                                                      |
| 11  | Fulham                  | 38 | 15 | 9  | 14 | 54 | 54 | 0   | 54  |                                                      |
| 12  | Crystal Palace          | 38 | 13 | 14 | 11 | 51 | 51 | 0   | 53  | Calificare în grupa Europa League                    |
| 13  | Everton                 | 38 | 11 | 15 | 12 | 42 | 44 | −2  | 48  |                                                      |
| 14  | West Ham United         | 38 | 11 | 10 | 17 | 46 | 62 | −16 | 43  |                                                      |
| 15  | Manchester United       | 38 | 11 | 9  | 18 | 44 | 54 | −10 | 42  |                                                      |
| 16  | Wolverhampton Wanderers | 38 | 12 | 6  | 20 | 54 | 69 | −15 | 42  |                                                      |
| 17  | Tottenham Hotspur       | 38 | 11 | 5  | 22 | 64 | 65 | −1  | 38  |                                                      |
| 18  | Leicester City          | 38 | 6  | 7  | 25 | 33 | 80 | −47 | 25  | Retrogradare în Championship                         |
| 19  | Ipswich Town            | 38 | 4  | 10 | 24 | 36 | 82 | −46 | 22  | Retrogradare în Championship                         |
| 20  | Southampton             | 38 | 2  | 6  | 30 | 26 | 86 | −60 | 12  | Retrogradare în Championship                         |

1. ↑  Premier League a câștigat un loc suplimentar în Liga Campionilor ca urmare a obținerii de către Anglia a unuia dintre cele două European Performance Spots (EPS) acordate celor două asociații cu cele mai mari puncte Coeficient UEFA în sezonul 2024–25. Pe lângă EPS, câștigătoarea UEFA Europa League 2024-25 (Manchester United sau Tottenham Hotspur) se vor califica și în grupa Ligii Campionilor ca deținătoare a titlului Europa League, alături de primele cinci echipe, deoarece nu se pot califica prin poziția în campionat.
2. ↑  Crystal Palace s-a calificat în grupa Europa League în calitate de câștigătoare a Cupei FA 2024–25.
3. ↑  Câștigătoarea Cupei EFL 2024–25, Newcastle United, se califică în faza play-off Europa Conference League. Dacă se califică în Liga Campionilor sau Europa League prin intermediul poziției în campionat, locul în Conference League va fi transferat echipei de pe locul 7.

### Rezultate meciuri
| Acasă \ Deplasare       | ARS | AVL | BOU | BRE | BHA | CHE | CRY | EVE | FUL | IPS | LEI | LIV | MCI | MUN | NEW | NFO | SOU | TOT | WHU | WOL |
| ----------------------- | --- | --- | --- | --- | --- | --- | --- | --- | --- | --- | --- | --- | --- | --- | --- | --- | --- | --- | --- | --- |
| Arsenal                 | —   | 2–2 | 1–2 | 1–1 | 1–1 | 1–0 | 2–2 | 0–0 | 2–1 | 1–0 | 4–2 | 2–2 | 5–1 | 2–0 | 1–0 | 3–0 | 3–1 | 2–1 | 0–1 | 2–0 |
| Aston Villa             | 0–2 | —   | 1–1 | 3–1 | 2–2 | 2–1 | 2–2 | 3–2 | 1–0 | 1–1 | 2–1 | 2–2 | 2–1 | 0–0 | 4–1 | 2–1 | 1–0 | 2–0 | 1–1 | 3–1 |
| Bournemouth             | 2–0 | 0–1 | —   | 1–2 | 1–2 | 0–1 | 0–0 | 1–0 | 1–0 | 1–2 | 2–0 | 0–2 | 2–1 | 1–1 | 1–1 | 5–0 | 3–1 | 1–0 | 1–1 | 0–1 |
| Brentford               | 1–3 | 0–1 | 3–2 | —   | 4–2 | 0–0 | 2–1 | 1–1 | 2–3 | 4–3 | 4–1 | 0–2 | 2–2 | 4–3 | 4–2 | 0–2 | 3–1 | 0–2 | 1–1 | 5–3 |
| Brighton & Hove Albion  | 1–1 | 0–3 | 2–1 | 0–0 | —   | 3–0 | 1–3 | 0–1 | 2–1 | 0–0 | 2–2 | 3–2 | 2–1 | 2–1 | 1–1 | 2–2 | 1–1 | 3–2 | 3–2 | 2–2 |
| Chelsea                 | 1–1 | 3–0 | 2–2 | 2–1 | 4–2 | —   | 1–1 | 1–0 | 1–2 | 2–2 | 1–0 | 3–1 | 0–2 | 1–0 | 2–1 | 1–1 | 4–0 | 1–0 | 2–1 | 3–1 |
| Crystal Palace          | 1–5 | 4–1 | 0–0 | 1–2 | 2–1 | 1–1 | —   | 1–2 | 0–2 | 1–0 | 2–2 | 0–1 | 2–2 | 0–0 | 1–1 | 1–1 | 2–1 | 1–0 | 0–2 | 4–2 |
| Everton                 | 1–1 | 0–1 | 2–3 | 0–0 | 0–3 | 0–0 | 2–1 | —   | 1–1 | 2–2 | 4–0 | 2–2 | 0–2 | 2–2 | 0–0 | 0–2 | 2–0 | 3–2 | 1–1 | 4–0 |
| Fulham                  | 1–1 | 1–3 | 2–2 | 2–1 | 3–1 | 1–2 | 0–2 | 1–3 | —   | 2–2 | 2–1 | 3–2 | 0–2 | 0–1 | 3–1 | 2–1 | 0–0 | 2–0 | 1–1 | 1–4 |
| Ipswich Town            | 0–4 | 2–2 | 1–2 | 0–1 | 0–2 | 2–0 | 0–1 | 0–2 | 1–1 | —   | 1–1 | 0–2 | 0–6 | 1–1 | 0–4 | 2–4 | 1–2 | 1–4 | 1–3 | 1–2 |
| Leicester City          | 0–2 | 1–2 | 1–0 | 0–4 | 2–2 | 1–2 | 0–2 | 1–1 | 0–2 | 2–0 | —   | 0–1 | 0–2 | 0–3 | 0–3 | 1–3 | 2–0 | 1–1 | 3–1 | 0–3 |
| Liverpool               | 2–2 | 2–0 | 3–0 | 2–0 | 2–1 | 2–1 | 1–1 | 1–0 | 2–2 | 4–1 | 3–1 | —   | 2–0 | 2–2 | 2–0 | 0–1 | 3–1 | 5–1 | 2–1 | 2–1 |
| Manchester City         | 2–2 | 2–1 | 3–1 | 2–1 | 2–2 | 3–1 | 5–2 | 1–1 | 3–2 | 4–1 | 2–0 | 0–2 | —   | 1–2 | 4–0 | 3–0 | 1–0 | 0–4 | 4–1 | 1–0 |
| Manchester United       | 1–1 | 2–0 | 0–3 | 2–1 | 1–3 | 1–1 | 0–2 | 4–0 | 1–0 | 3–2 | 3–0 | 0–3 | 0–0 | —   | 0–2 | 2–3 | 3–1 | 0–3 | 0–2 | 0–1 |
| Newcastle United        | 1–0 | 3–0 | 1–4 | 2–1 | 0–1 | 2–0 | 5–0 | 0–1 | 1–2 | 3–0 | 4–0 | 3–3 | 1–1 | 4–1 | —   | 4–3 | 1–0 | 2–1 | 0–2 | 3–0 |
| Nottingham Forest       | 0–0 | 2–1 | 1–1 | 0–2 | 7–0 | 0–1 | 1–0 | 0–1 | 0–1 | 1–0 | 2–2 | 1–1 | 1–0 | 1–0 | 1–3 | —   | 3–2 | 1–0 | 3–0 | 1–1 |
| Southampton             | 1–2 | 0–3 | 1–3 | 0–5 | 0–4 | 1–5 | 1–1 | 1–0 | 1–2 | 1–1 | 2–3 | 2–3 | 0–0 | 0–3 | 1–3 | 0–1 | —   | 0–5 | 0–1 | 1–2 |
| Tottenham Hotspur       | 0–1 | 4–1 | 2–2 | 3–1 | 1–4 | 3–4 | 0–2 | 4–0 | 1–1 | 1–2 | 1–2 | 3–6 | 0–1 | 1–0 | 1–2 | 1–2 | 3–1 | —   | 4–1 | 2–2 |
| West Ham United         | 2–5 | 1–2 | 2–2 | 0–1 | 1–1 | 0–3 | 0–2 | 0–0 | 3–2 | 4–1 | 2–0 | 0–5 | 1–3 | 2–1 | 0–1 | 1–2 | 1–1 | 1–1 | —   | 2–1 |
| Wolverhampton Wanderers | 0–1 | 2–0 | 2–4 | 1–1 | 0–2 | 2–6 | 2–2 | 1–1 | 1–2 | 1–2 | 3–0 | 1–2 | 1–2 | 2–0 | 1–2 | 0–3 | 2–0 | 4–2 | 1–0 | —   |

## Statistici

### Golgheteri

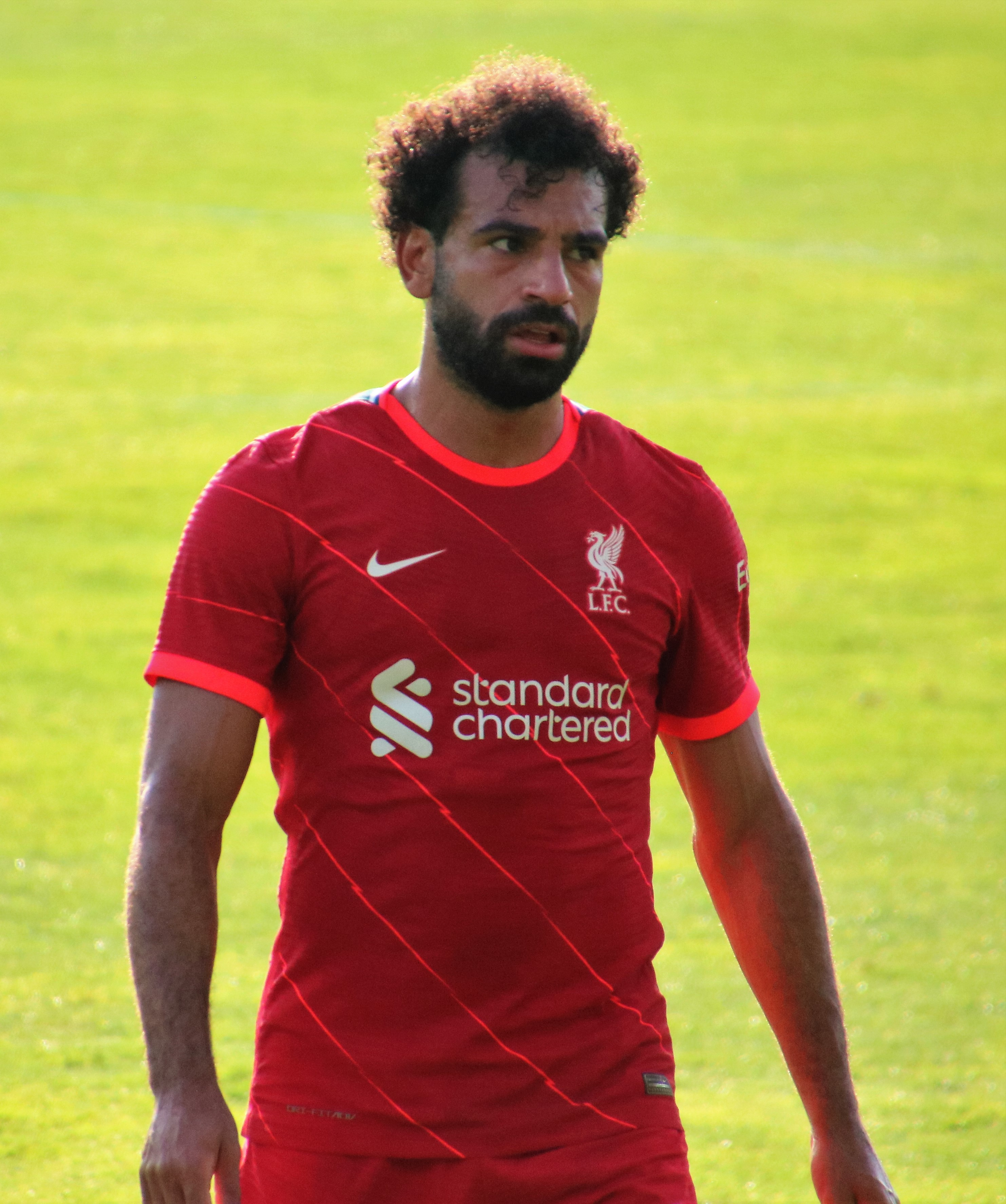
Mohamed Salah a obținut a patra Gheată de Aur în Premier League, după ce a marcat 29 de goluri pentru Liverpool. De asemenea, a câștigat premiul pentru Jucătorul Sezonului în Premier League, după ce a oferit 18 pase de gol.

| Loc | Jucător              | Club                    | Goluri |
| --- | -------------------- | ----------------------- | ------ |
| 1   | Mohamed Salah        | Liverpool               | 29     |
| 2   | Alexander Isak       | Newcastle United        | 23     |
| 3   | Erling Haaland       | Manchester City         | 22     |
| 4   | Bryan Mbeumo         | Brentford               | 20     |
| 4   | Chris Wood           | Nottingham Forest       | 20     |
| 6   | Yoane Wissa          | Brentford               | 19     |
| 7   | Ollie Watkins        | Aston Villa             | 16     |
| 8   | Matheus Cunha        | Wolverhampton Wanderers | 15     |
| 8   | Cole Palmer          | Chelsea                 | 15     |
| 10  | Jean-Philippe Mateta | Crystal Palace          | 14     |
| 10  | Jørgen Strand Larsen | Wolverhampton Wanderers | 14     |

#### Hat-trick-uri

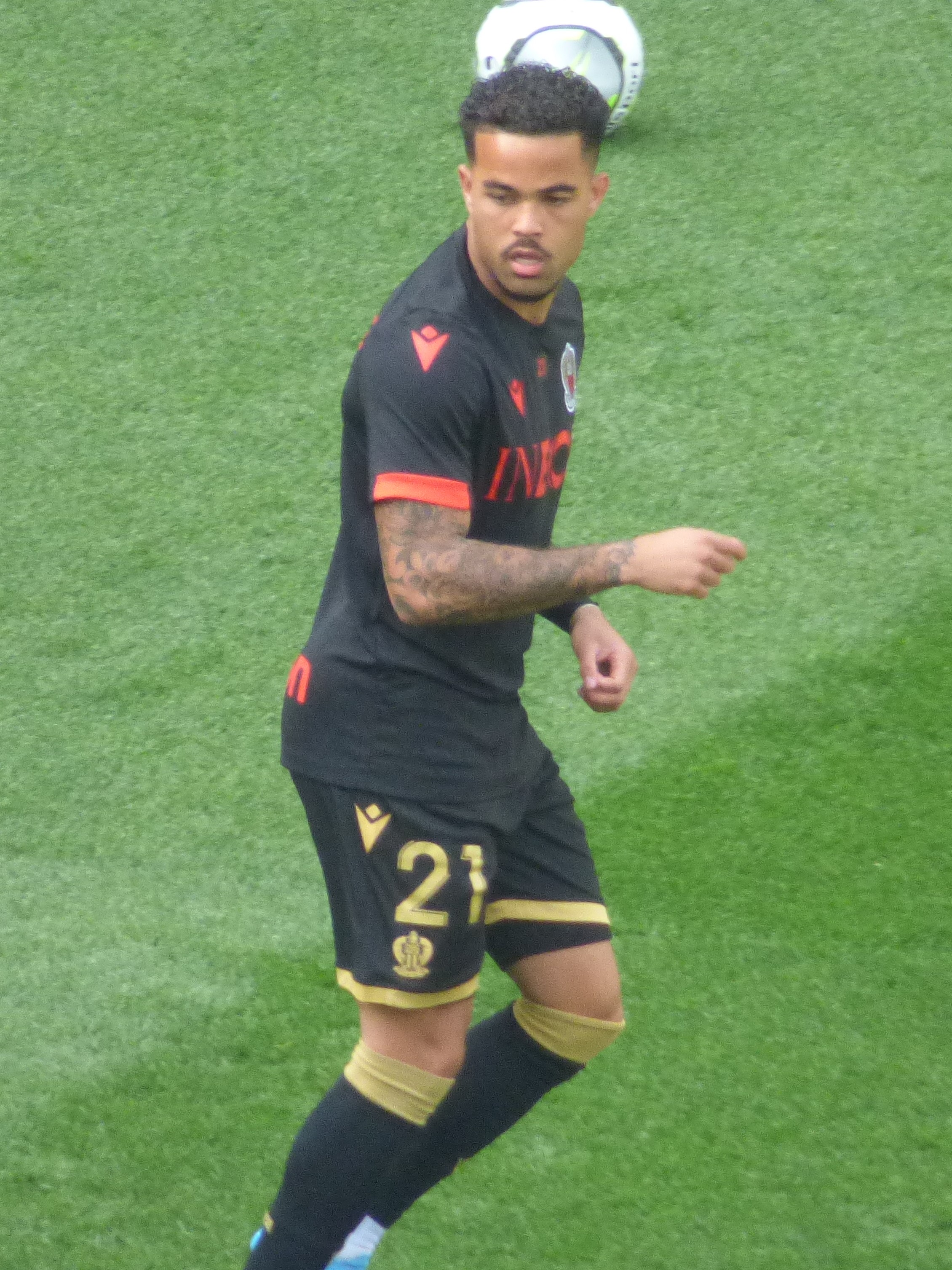
Justin Kluivert de la Bournemouth a devenit primul jucător care a marcat un hat-trick din penalty-uri într-un meci din Premier League.

| Jucător         | Echipa            | Adversar                | Rezultat | Data               |
| --------------- | ----------------- | ----------------------- | -------- | ------------------ |
| Erling Haaland  | Manchester City   | Ipswich Town            | 4–1 (H)  | 24 august 2024     |
| Noni Madueke    | Chelsea           | Wolverhampton Wanderers | 6–2 (A)  | 25 august 2024     |
| Erling Haaland  | Manchester City   | West Ham United         | 3–1 (A)  | 31 august 2024     |
| Cole Palmer4    | Chelsea           | Brighton & Hove Albion  | 4–2 (H)  | 28 septembrie 2024 |
| Kevin Schade    | Brentford         | Leicester City          | 4–1 (H)  | 30 noiembrie 2024  |
| Justin Kluivert | Bournemouth       | Wolverhampton Wanderers | 4–2 (A)  | 30 noiembrie 2024  |
| Alexander Isak  | Newcastle United  | Ipswich Town            | 4–0 (A)  | 21 decembrie 2024  |
| Amad Diallo     | Manchester United | Southampton             | 3–1 (H)  | 16 ianuarie 2025   |
| Justin Kluivert | Bournemouth       | Newcastle United        | 4–1 (A)  | 18 ianuarie 2025   |
| Dango Ouattara  | Bournemouth       | Nottingham Forest       | 5–0 (H)  | 25 ianuarie 2025   |
| Chris Wood      | Nottingham Forest | Brighton & Hove Albion  | 7–0 (H)  | 1 februarie 2025   |
| Omar Marmoush   | Manchester City   | Newcastle United        | 4–0 (H)  | 15 februarie 2025  |

Note: 4 – Jucătorul înscrie 4 goluri

### Portari cu meciuri fără gol primit
| Loc | Jucător           | Club              | Meciuri fără gol primit |
| --- | ----------------- | ----------------- | ----------------------- |
| 1   | David Raya        | Arsenal           | 13                      |
| 1   | Matz Sels         | Nottingham Forest | 13                      |
| 3   | Jordan Pickford   | Everton           | 12                      |
| 4   | Dean Henderson    | Crystal Palace    | 11                      |
| 5   | Ederson           | Manchester City   | 10                      |
| 5   | Robert Sánchez    | Chelsea           | 10                      |
| 7   | Alisson           | Liverpool         | 9                       |
| 7   | André Onana       | Manchester United | 9                       |
| 9   | Kepa Arrizabalaga | Bournemouth       | 8                       |
| 9   | Emiliano Martínez | Aston Villa       | 8                       |
| 9   | Nick Pope         | Newcastle United  | 8                       |